# NGC 2783
NGC 2783 (другие обозначения — NGC 2783A, UGC 4859, MCG 5-22-19, ZWG 151.27, HCG 37A, KCPG 192B, PGC 26013) — эллиптическая галактика (E) в созвездии Рака. Открыта Уильямом Гершелем в 1785 году.
NGC 2783 является ярчайшей галактикой в своей группе HCG 37. Галактика вращается вокруг своей большой оси, что связано с взаимодействием с другими галактиками: на взаимодействие указывает наличие оболочки у галактики. Также известно о наличии у галактики быстро вращающегося диска ионизованного газа. Она создаёт рентгеновское излучение, самое мощное в своей группе: в излучении есть как диффузная компонента, так и яркое ядро. В центре также наблюдается эмиссия в линии H-альфа.
Объект занесён в новый общий каталог несколько раз, с обозначениями NGC 2783, NGC 2783A.